# Stasina americana
Stasina americana er en edderkoppeart som blev beskrevet af den franske araknolog og ornitolog Eugène L. Simon (30. april 1848 i Paris - 17. november 1924) i 1887. Stasina americana indgår i slægten Stasina og familien kæmpekrabbe-edderkop. Ingen underarter findes oplistet i Catalogue of Life.